# Épervans
Épervans – miejscowość i gmina we Francji, w regionie Burgundia-Franche-Comté, w departamencie Saona i Loara.
Według danych na rok 1990 gminę zamieszkiwało 1310 osób, a gęstość zaludnienia wynosiła 105 osób/km² (wśród 2044 gmin Burgundii Épervans plasuje się na 177. miejscu pod względem liczby ludności, natomiast pod względem powierzchni na miejscu 771.).